# Ride the Wild Wind
«Ride the Wild Wind» — пісня британського рок-гурту «Queen». Пісню написав Роджер Тейлор (але приписується «Queen») і заспівав Фредді Мерк'юрі. Вона спочатку вийшла на їх чотирнадцятому студійному альбомі «Innuendo» у 1991 році. У Польщі пісня досягла 1 позиції у радіочарті. На сайті Last.fm пісня має понад 62 000 прослуховувань.

## Складова
«Ride the Wild Wind» написана в тональності До мажор з сумішшю Ре мінору та Ля мінору. Пісня була написана Роджером Тейлором, який записав демозапис з власним вокалом. Остаточна версія співається Фредді Мерк'юрі з Тейлором на бек-вокалі. Ця пісня своєрідним продовженням композиції Тейлора «I'm in Love with My Car» з альбому «A Night at the Opera», яка зосереджена на пристрасті Тейлора до автомобілів і перегонів. На цей раз в пісні брали участь всі інші учасники, що дало життя швидкій мелодії з ударними барабанами та ритмічною бас-лінією, що сильно нота-за-нотою схожа на композицію «Shakespeare's Sister» британського гурту «The Smiths», які створюють відчуття швидкості та реву двигуна. В середині пісні, присутнє соло Браяна Мея, яке підкреслює відчуття високої швидкості, а також надає пісні важке звучання. У деяких частинах можна почути ралійний автомобіль «Audi Quattro S1 Group B».

## Чарт
| Країна/чарт (1992)           | Позиція |
| ---------------------------- | ------- |
| Польща (Związek Producentów) | 1       |

## Учасники запису
- Фредді Мерк'юрі — головний вокал, клавішні
- Браян Мей — електрогітара
- Роджер Тейлор — бек-вокал, ударні, клавішні
- Джон Дікон — бас-гітара